# Labiod Medjadja
Labiod Medjadja là một đô thị thuộc tỉnh Chlef, Algérie. Dân số thời điểm năm 2002 là 13.92 người.